# Jeanne Behrend
Jeanne Behrend, née le 11 mai 1911 et morte le 20 mars 1988, est une pianiste, professeur de musique, compositrice et musicologue américaine.

## Biographie
Jeanne Behrend est née à Philadelphie. Elle est diplômée de l'Institut Curtis en 1934 où elle a étudié le piano avec Josef Hofmann et la composition avec Rosario Scalero. Elle fait ses débuts avec l'orchestre de Philadelphie en 1922 et au Carnegie Hall en 1937 en jouant l'une de ses propres compositions.
Après avoir terminé ses études, Behrend a travaillé en tant que pianiste et compositeur et professeur de musique à la Juilliard school, au conservatoire de Philadelphia et à l'université Temple. Consciente du manque d'opportunités pour les compositeurs américains elle se concentre sur sa carrière en tant qu'interprète.
Behrend a édité une sélection de partitions pour piano de Louis Moreau Gottschalk et écrit son autobiographie, Notes of a Pianist. Elle a également édité un recueil de chants de Stephen Foster et un autre de fuguing airs (en) américains.
Elle a été mariée deux fois. Son premier mari, le pianiste Alexandre Kelberine est décédé en 1940, et son deuxième mari, le libraire américain libraire George S. McManus est mort en 1967.
Behrend a reçu le prix de composition Joseph Bearns prix de l'université Columbia en 1936. Elle a été recommandée pour un parrainage par Heitor Villa-Lobos et a fait une tournée en Amérique du Sud en 1945-46. Elle a créé et dirigé le Philadelphia Festival of Western Hemisphere Music en 1959 et 1960 et a été décorée de l'ordre national de la Croix du Sud du Brésil.
Behrend est morte à Philadelphie et ses papiers sont archivés dans la bibliothèque de la ville.

## Œuvres
- A Child's Day, suite pour piano
- From Dawn to Dusk pour orchestre, 1939
- Lamentation pour violon alto et piano-forte, 1944
- Quiet Piece pour piano, 1932
- Festival Fanfare: Prelude to the National Anthem, 1959